# Tousson
Tousson est une commune française située dans le département de Seine-et-Marne, en région Île-de-France.
En 2022, elle compte 338 habitants.

## Géographie

### Localisation

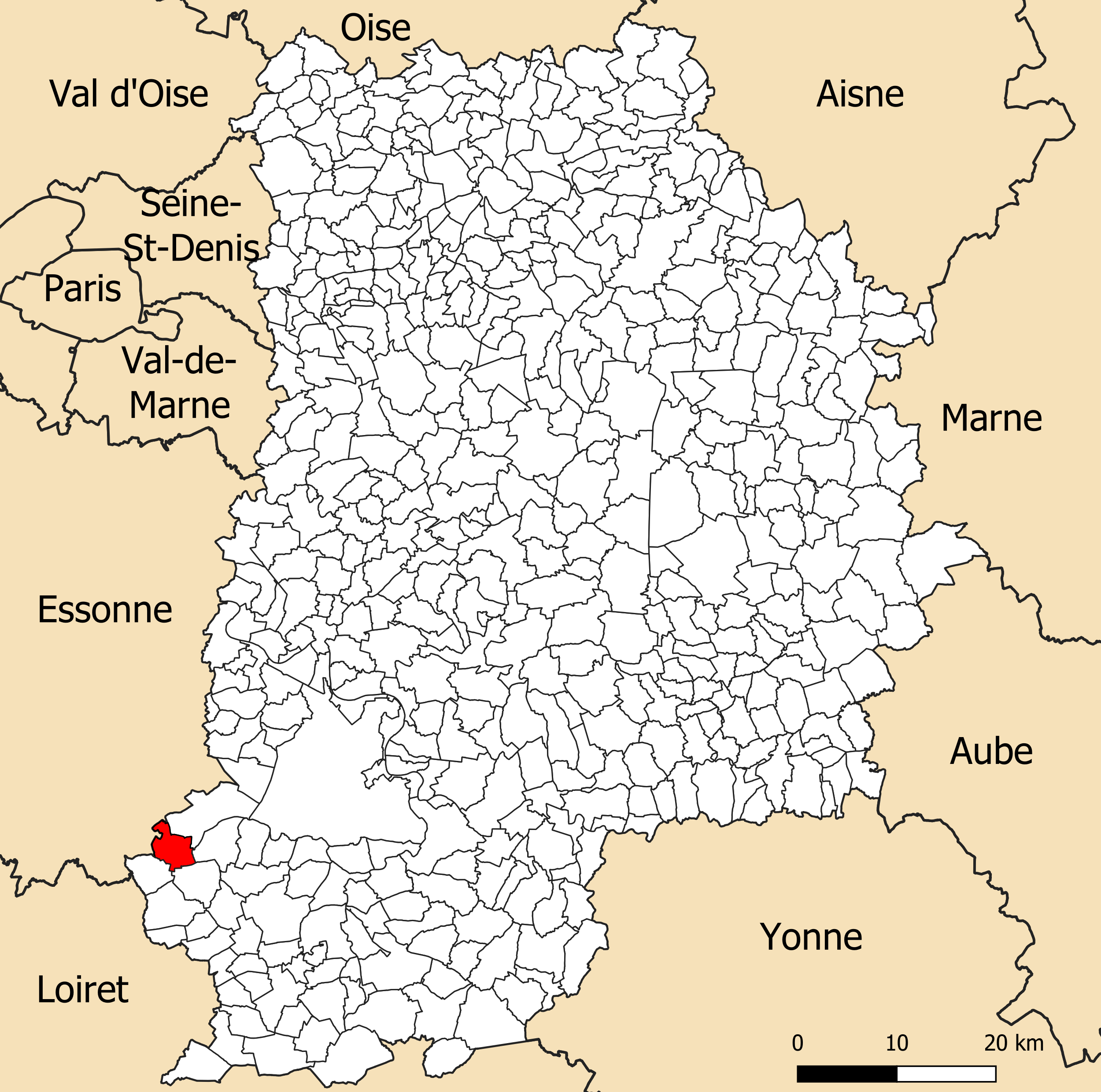
Localisation de Tousson dans le département de Seine-et-Marne.

La commune de Tousson se trouve dans le département de Seine-et-Marne, en région Île-de-France. Tousson fait partie du Parc Régional du Gâtinais.
Elle se situe à 30,60 km par la route de Melun, préfecture du département et à 25,84 km de Fontainebleau, sous-préfecture. La commune fait en outre partie du bassin de vie de Milly-la-Forêt.

### Communes limitrophes

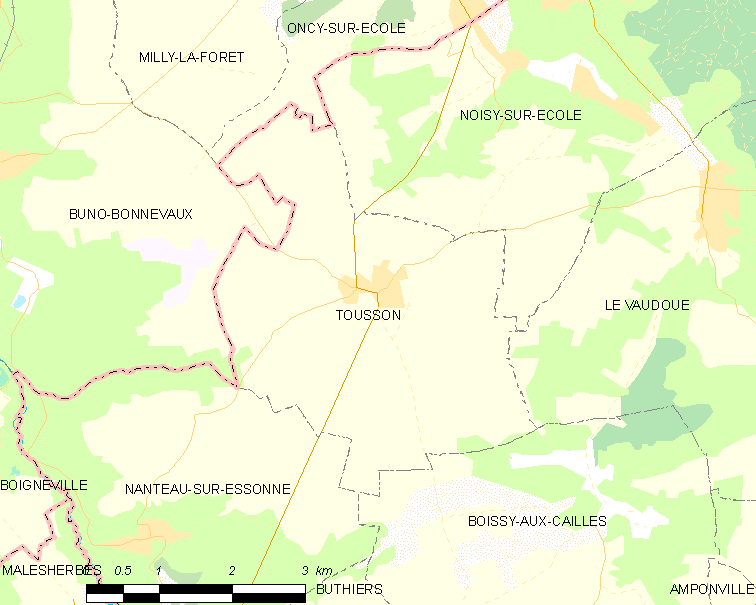
Carte des communes limitrophes de Tousson.

Les communes les plus proches sont : 
Oncy-sur-École (4,2 km), Noisy-sur-École (4,3 km), Boissy-aux-Cailles (4,5 km), Nanteau-sur-Essonne (4,6 km), Le Vaudoué (4,6 km), Buno-Bonnevaux (5,4 km), Prunay-sur-Essonne (6,4 km), Milly-la-Forêt (6,4 km).
| Oncy-sur-École (Essonne) |                    | Noisy-sur-École |
| Buno-Bonnevaux (Essonne) | Tousson            |                 |
| Nanteau-sur-Essonne      | Boissy-aux-Cailles | Le Vaudoué      |

### Relief et géologie

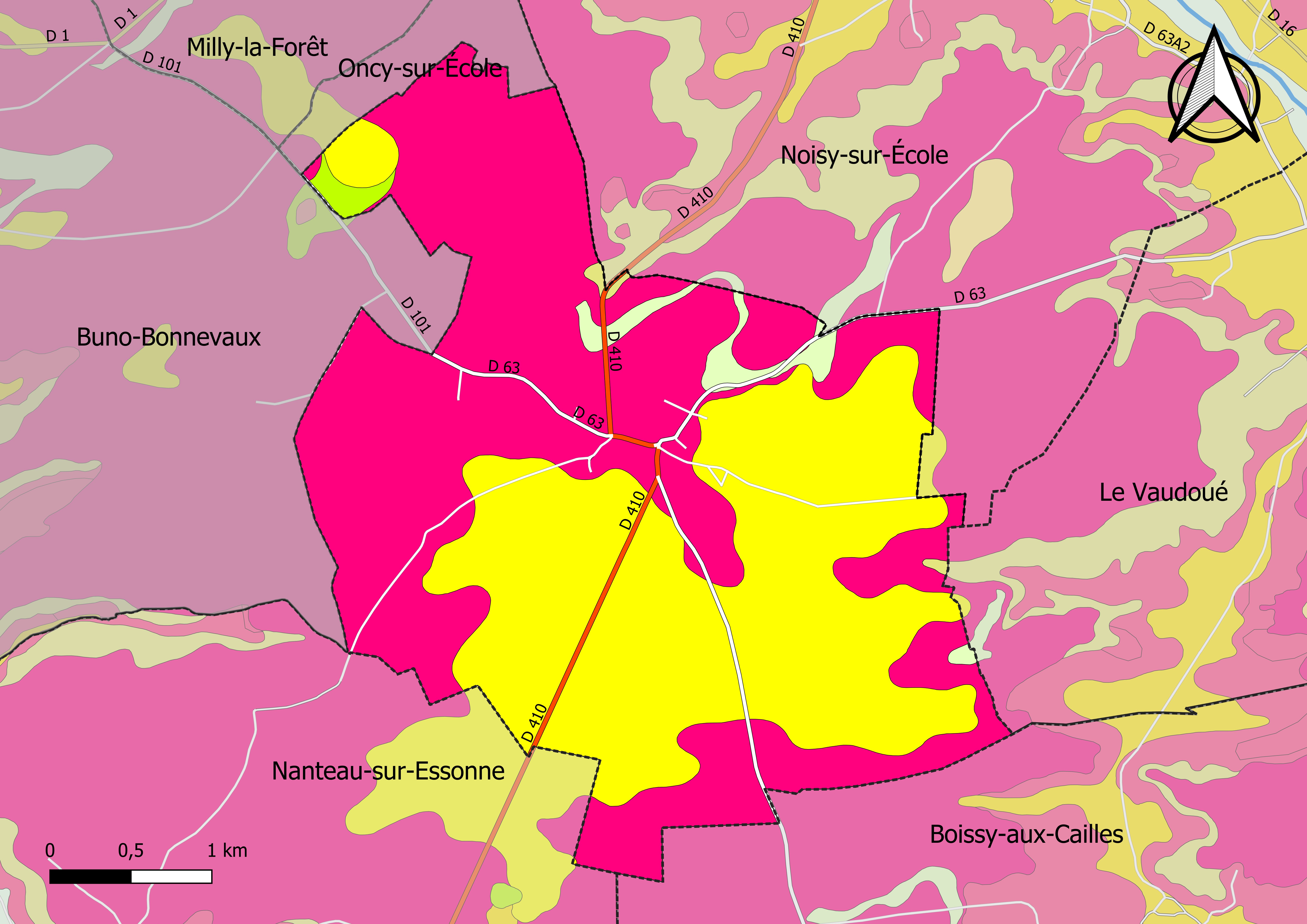
Carte géologique vectorisée et harmonisée de Tousson.

Le territoire de la commune se situe dans le sud du Bassin parisien, plus précisément au nord de la région naturelle du Gâtinais. L'altitude varie de 104 mètres à 133 mètres pour le point le plus haut, le centre du bourg se situant à environ 121 mètres d'altitude (mairie).
Géologiquement intégré au bassin parisien, qui est une région géologique sédimentaire, l'ensemble des terrains affleurants de la commune sont issus de l'ère géologique Cénozoïque (des périodes géologiques s'étageant du Paléogène au Quaternaire),.
| CE : Colluvions polygéniques éboulis.  |
| OE C : Loess calcaire, limon calcaire. |

|  | m1MG : | Molasse du Gâtinais, Marnes vertes de Neuville-sur-Essonne (Loiret). |

|  | g1CE : | Calcaire d'Étampes, meulières, marnes, calcaires du Gâtinais. |
|  | g1ME : | Faciès marneux du Calcaire d'Étampes.                         |

La commune est classée en zone de sismicité 1, correspondant à une sismicité très faible.

### Hydrographie
La commune n’est traversée par aucun cours d'eau.

### Climat
Pour des articles plus généraux, voir Climat de l'Île-de-France et Climat de Seine-et-Marne.
En 2010, le climat de la commune est de type climat océanique dégradé des plaines du Centre et du Nord, selon une étude du CNRS s'appuyant sur une série de données couvrant la période 1971-2000. En 2020, Météo-France publie une typologie des climats de la France métropolitaine dans laquelle la commune est exposée à un climat océanique altéré et est dans la région climatique Sud-ouest du bassin Parisien, caractérisée par une faible pluviométrie, notamment au printemps (120 à 150 mm) et un hiver froid (3,5 °C).
Pour la période 1971-2000, la température annuelle moyenne est de 10,7 °C, avec une amplitude thermique annuelle de 15,6 °C. Le cumul annuel moyen de précipitations est de 664 mm, avec 11 jours de précipitations en janvier et 7,5 jours en juillet. Pour la période 1991-2020, la température moyenne annuelle observée sur la station météorologique la plus proche, située sur la commune de Boigneville à 7 km à vol d'oiseau, est de 11,5 °C et le cumul annuel moyen de précipitations est de 615,6 mm,. Pour l'avenir, les paramètres climatiques de la commune estimés pour 2050 selon différents scénarios d'émission de gaz à effet de serre sont consultables sur un site dédié publié par Météo-France en novembre 2022.

### Milieux naturels et biodiversité

#### Espaces protégés
La protection réglementaire est le mode d’intervention le plus fort pour préserver des espaces naturels remarquables et leur biodiversité associée,.
Dans ce cadre, la commune fait partie d'un espace protégé, le Parc naturel régional du Gâtinais français, créé en 1999 et d'une superficie de 75 567 ha. D’une grande richesse en termes d’habitats naturels, de flore et de faune, il est un maillon essentiel de l’Arc sud-francilien des continuités écologiques (notamment pour les espaces naturels ouverts et la circulation de la grande faune),.
La réserve de biosphère « Fontainebleau et Gâtinais », créée en 1998 et d'une superficie totale de 150 544 ha, est un autre espace protégé présent sur la commune. Cette réserve de biosphère, d'une grande biodiversité, comprend trois grands ensembles : une grande moitié ouest à dominante agricole, l’emblématique forêt de Fontainebleau au centre, et le Val de Seine à l’est. La structure de coordination est l'Association de la Réserve de biosphère de Fontainebleau et du Gâtinais, qui comprend un conseil scientifique et un Conseil Éducation, unique parmi les Réserves de biosphère françaises,,,.

#### Réseau Natura 2000

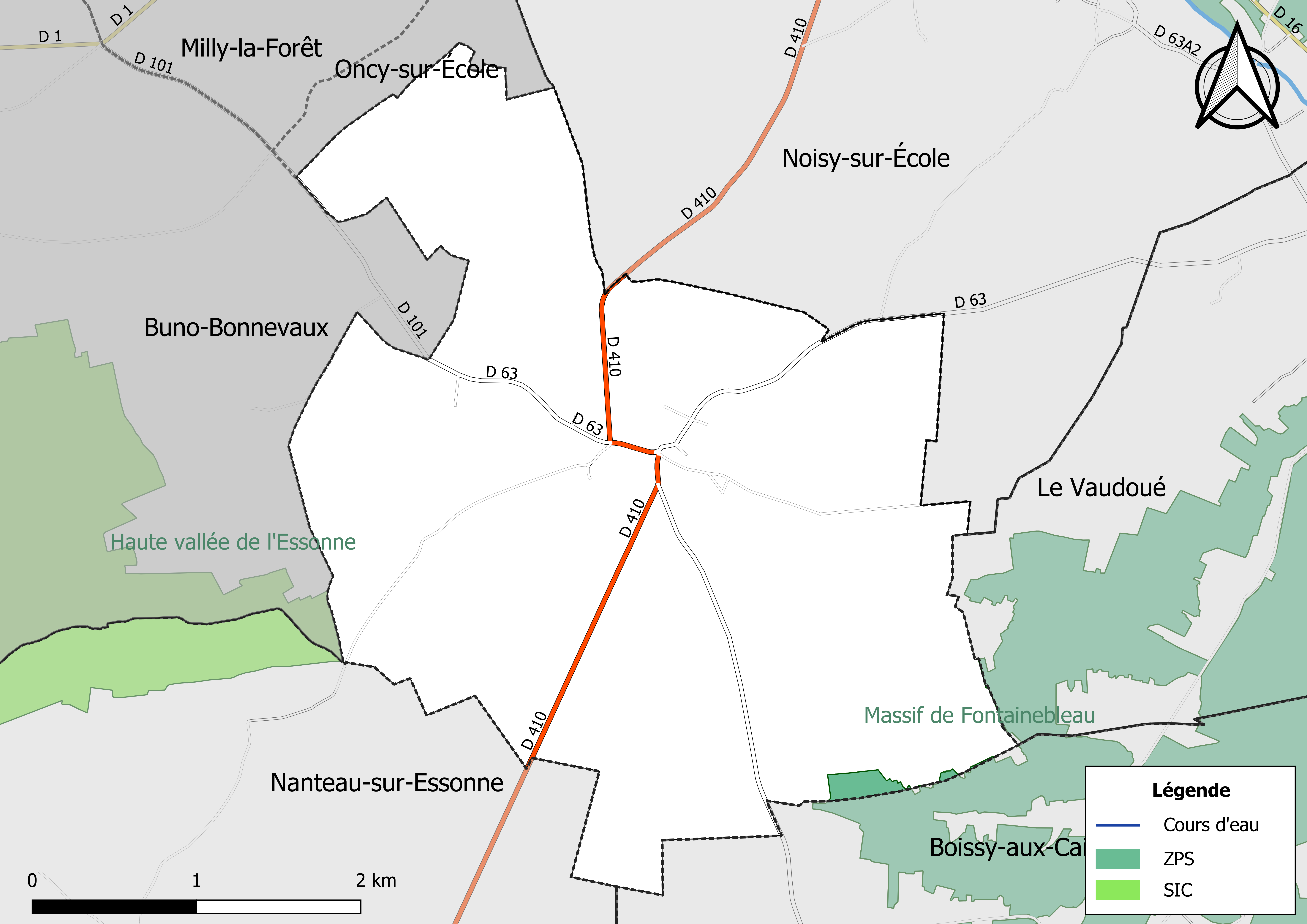
Sites Natura 2000 sur le territoire communal.

Le réseau Natura 2000 est un réseau écologique européen de sites naturels d’intérêt écologique élaboré à partir des Directives « Habitats » et « Oiseaux ». Ce réseau est constitué de Zones spéciales de conservation (ZSC) et de Zones de protection spéciale (ZPS). Dans les zones de ce réseau, les États Membres s'engagent à maintenir dans un état de conservation favorable les types d'habitats et d'espèces concernés, par le biais de mesures réglementaires, administratives ou contractuelles.
Un site Natura 2000 a été défini sur la commune, tant au titre de la « directive Habitats » que de la « directive Oiseaux » : le « Massif de Fontainebleau ». Cet espace constitue le plus ancien exemple français de protection de la nature. Les alignements de buttes gréseuses alternent avec les vallées sèches. Les conditions de sols, d'humidité et d'expositions sont très variées. La forêt de Fontainebleau est réputée pour sa remarquable biodiversité animale et végétale. Ainsi, elle abrite la faune d'arthropodes la plus riche d'Europe (3 300 espèces de coléoptères, 1 200 de lépidoptères) ainsi qu'une soixantaine d'espèces végétales protégées.

#### Zones naturelles d'intérêt écologique, faunistique et floristique

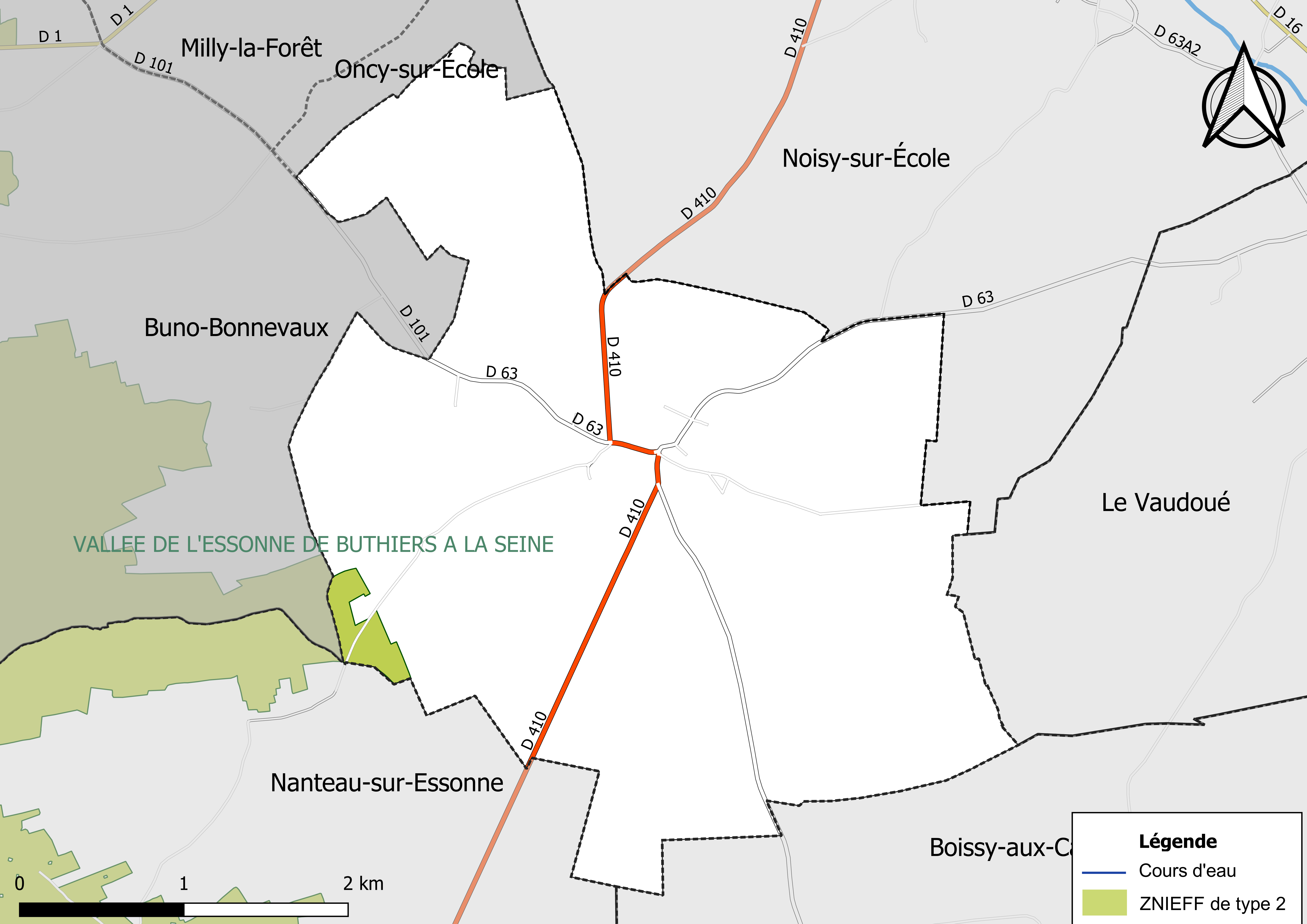
Carte des ZNIEFF de type 2 localisées sur la commune.

L’inventaire des zones naturelles d'intérêt écologique, faunistique et floristique (ZNIEFF) a pour objectif de réaliser une couverture des zones les plus intéressantes sur le plan écologique, essentiellement dans la perspective d’améliorer la connaissance du patrimoine naturel national et de fournir aux différents décideurs un outil d’aide à la prise en compte de l’environnement dans l’aménagement du territoire.
Le territoire communal de Tousson comprend une ZNIEFF de type 2,,, 
la « vallée de l'Essonne de Buthiers à la Seine » (5 102,19 ha), couvrant 29 communes dont 1 dans le Loiret, 4 en Seine-et-Marne et 24 dans l'Essonne.

## Urbanisme

### Typologie
Au 1er janvier 2024, Tousson est catégorisée commune rurale à habitat dispersé, selon la nouvelle grille communale de densité à sept niveaux définie par l'Insee en 2022.
Elle est située hors unité urbaine. Par ailleurs la commune fait partie de l'aire d'attraction de Paris, dont elle est une commune de la couronne,. Cette aire regroupe 1 929 communes,.

### Occupation des sols
En 2018, l'occupation des sols de la commune, telle qu'elle ressort de la base de données européenne d’occupation biophysique des sols Corine Land Cover (CLC), est marquée par l'importance des terres arables (95,98 %) en stagnation par rapport à 1990. La répartition détaillée est la suivante :  terres arables (95,98 %), zones urbanisées (2,72 %), forêts (1,30 %),.
| Type d’occupation | 1990        | 1990    | 2018        | 2018    | Bilan |
| --- | ----------- | ------- | ----------- | ------- | ----- |
| Territoires artificialisés (zones urbanisées, zones industrielles ou commerciales et réseaux de communication, mines, décharges et chantiers, espaces verts artificialisés ou non agricoles) | 36,03 ha    | 2,72 %  | 36,03 ha    | 2,72 %  | 0 ha  |
| Territoires agricoles (terres arables, cultures permanentes, prairies, zones agricoles hétérogènes)                                                                                          | 1 273,22 ha | 95,98 % | 1 273,22 ha | 95,98 % | 0 ha  |
| Forêts et milieux semi-naturels (forêts, milieux à végétation arbustive et/ou herbacée, espaces ouverts sans ou avec peu de végétation)                                                      | 17,27 ha    | 1,30 %  | 17,27 ha    | 1,30 %  | 0 ha  |

Parallèlement, L'Institut Paris Région, agence d'urbanisme de la région Île-de-France, a mis en place un inventaire numérique de l'occupation du sol de l'Île-de-France, dénommé le MOS (Mode d'occupation du sol), actualisé régulièrement depuis sa première édition en 1982. Réalisé à partir de photos aériennes, le MOS distingue les espaces naturels, agricoles et forestiers mais aussi les espaces urbains (habitat, infrastructures, équipements, activités économiques, etc.) selon une classification pouvant aller jusqu'à 81 postes, différente de celle de Corine Land Cover,,. L'Institut met également à disposition des outils permettant de visualiser par photo aérienne l'évolution de l'occupation des sols de la commune entre 1949 et 2018.

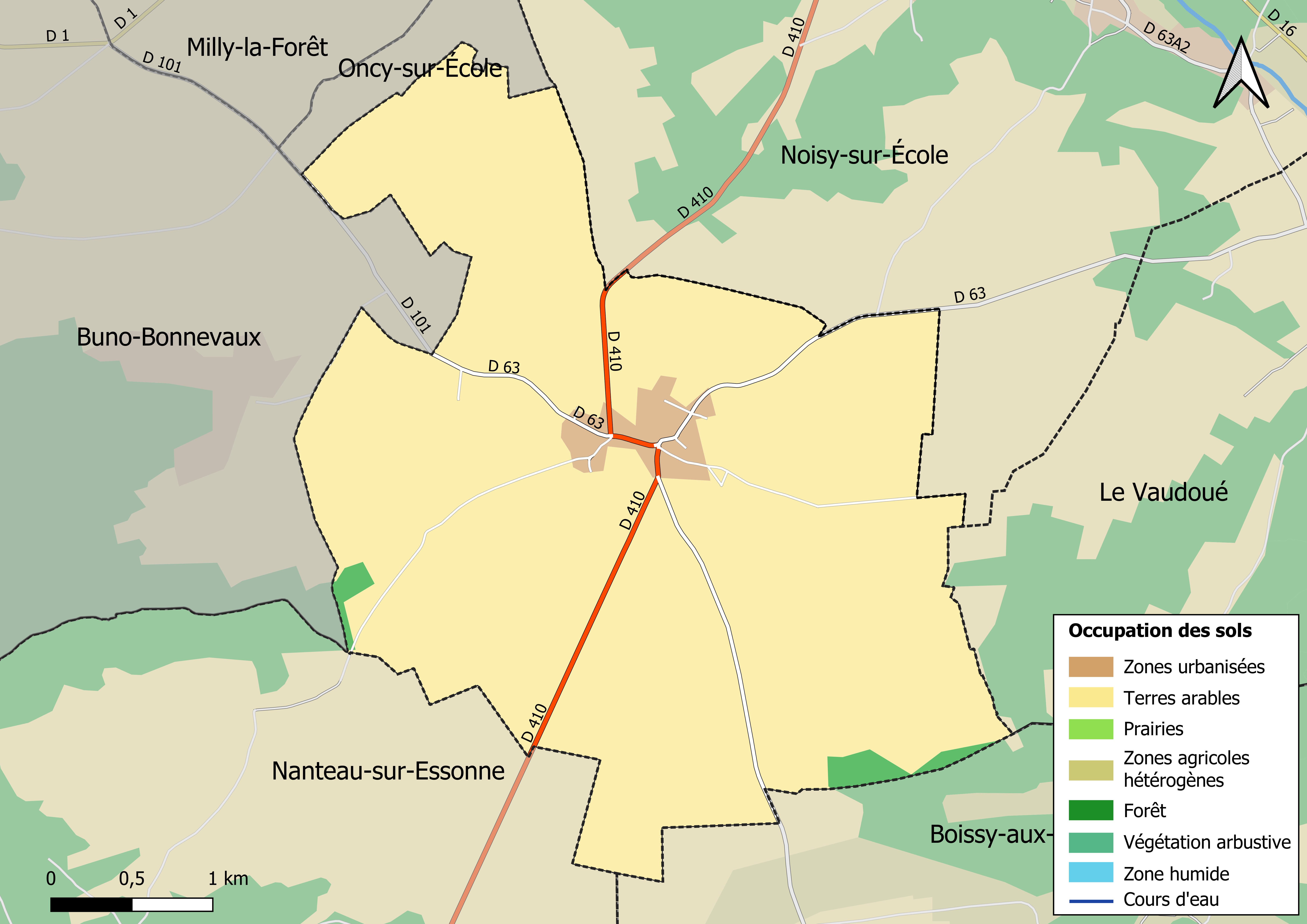
Carte de l'occupation des sols de la commune.
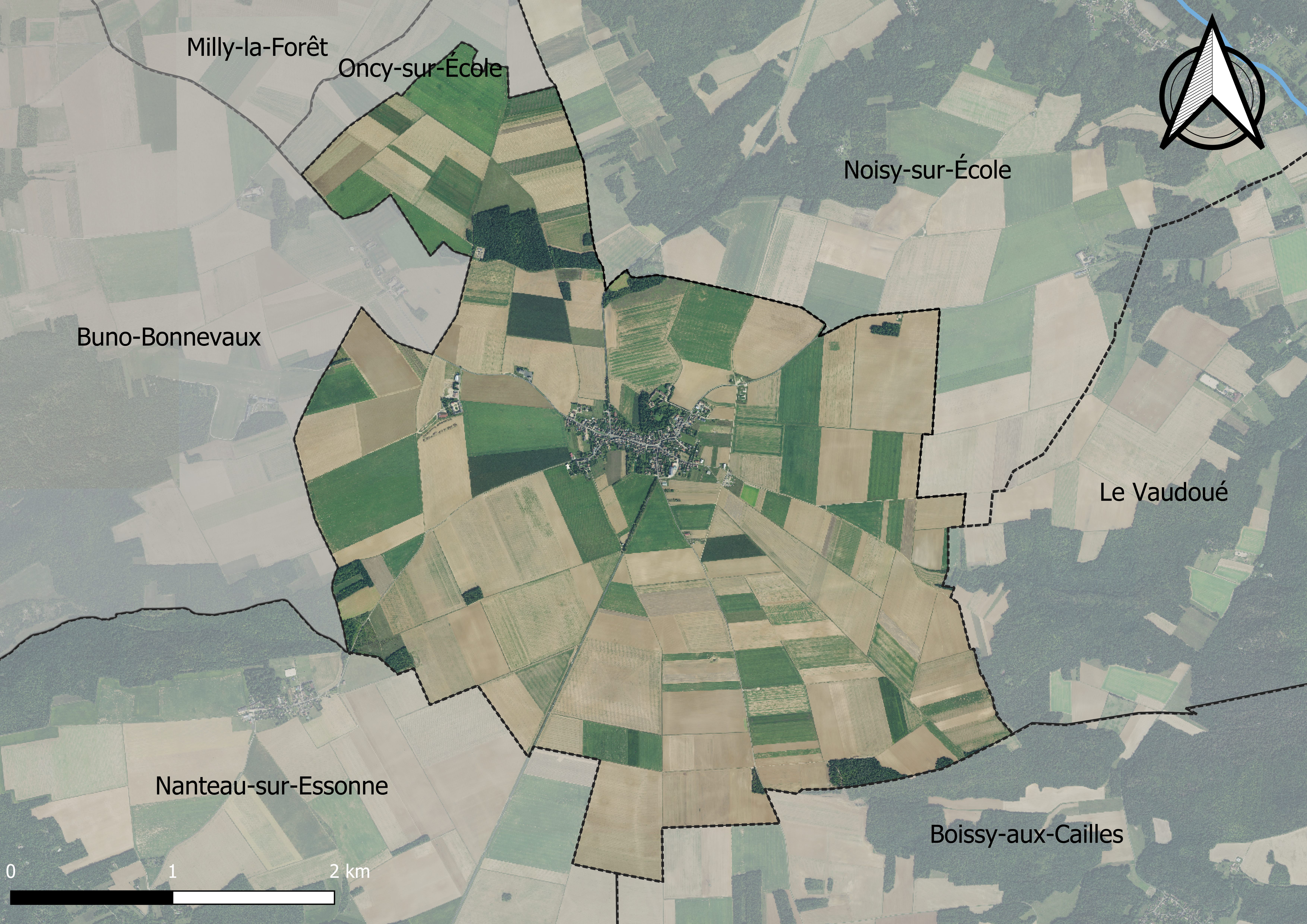
Carte orhophotogrammétrique de la commune.

### Planification
La loi SRU du 13 décembre 2000 a incité les communes à se regrouper au sein d’un établissement public, pour déterminer les partis d’aménagement de l’espace au sein d’un SCoT, un document d’orientation stratégique des politiques publiques à une grande échelle et à un horizon de 20 ans et s'imposant aux documents d'urbanisme locaux, les PLU (Plan local d'urbanisme). La commune est dans le territoire du SCOT Fontainebleau et sa région, approuvé le 26 mai 2013 et porté par le syndicat mixte d’études et de programmation (SMEP) de Fontainebleau et sa région.
La commune disposait en 2019 d'un plan local d'urbanisme approuvé. Le zonage réglementaire et le règlement associé peuvent être consultés sur le Géoportail de l'urbanisme.

### Lieux-dits et écarts

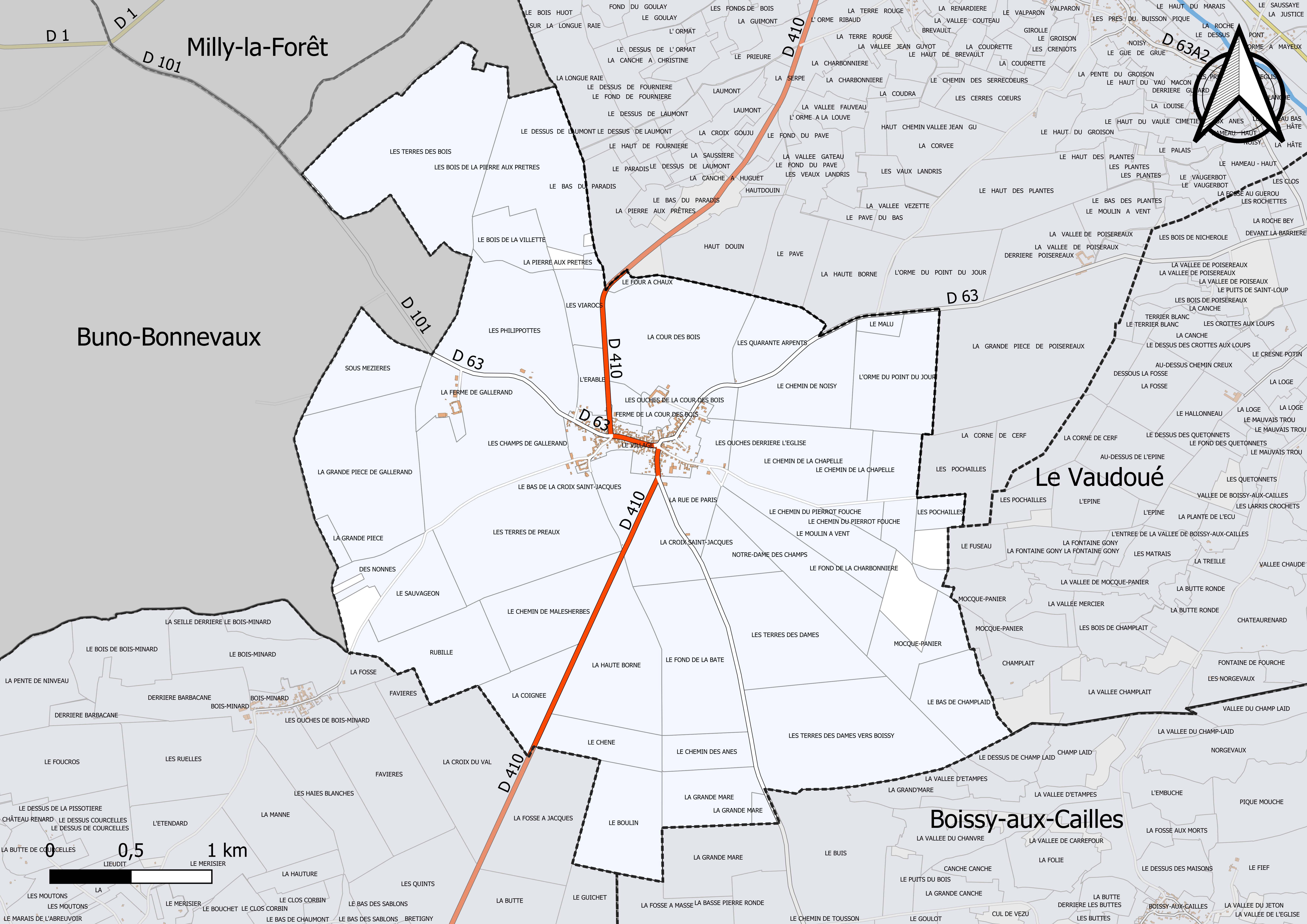
Carte du cadastre de la commune de Tousson.

La commune compte 61 lieux-dits administratifs répertoriés consultables ici.

### Logement
En 2016, le nombre total de logements dans la commune était de 186 dont 98,4 % de maisons et 1,6 % d'appartements.
Parmi ces logements, 83,3 % étaient des résidences principales, 8,6 % des résidences secondaires et 8,1 % des logements vacants.
La part des ménages fiscaux propriétaires de leur résidence principale s'élevait à 88,3 % contre 11 % de locataires et 0,7 % logés gratuitement.

### Voies de communication et transports

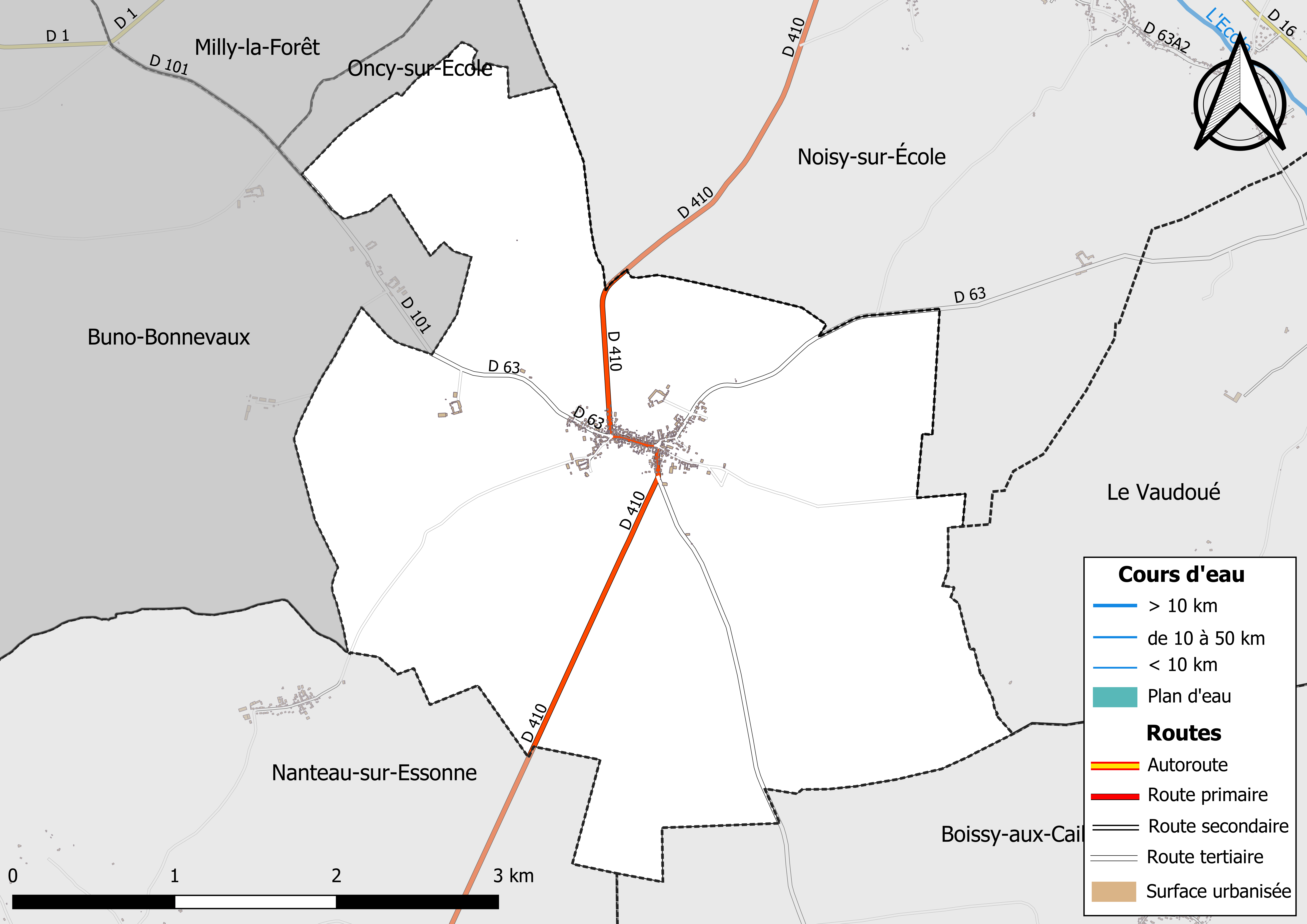
Carte des réseaux hydrographique et routier de la commune de Tousson.

#### Voies de communication
Deux routes départementales relient Tousson aux communes voisines :
- la D 410, vers le nord en direction de Noisy-sur-École et vers le sud en direction de Nanteau-sur-Essonne ;
- la D 63, vers l'ouest en direction de Buno-Bonnevaux et vers l'est en direction du Vaudoué.

#### Transports
La commune est desservie par la ligne d'autocars no 4003 du réseau de bus Fontainebleau - Moret, ligne qui relie Noisy-sur-École à La Chapelle-la-Reine.

## Toponymie
Le nom de la localité est mentionné sous les formes Tossum (vers 1145) ; Tossun (1216) ; Tosson, Tussonium (1220) ; Toussonnum prope Milliacum in Vastino (1513) ; Tousson (1518) ; Thousson (1720) ; Tousson (1793).
Tousson viendrait du latin tossum qui signifie « toux ». Dérivé de tussilage, plante qui remédie à la toux. On sait que les Gaulois possédaient une science très grande des plantes et des arbres. Ici, domaine de Toccius qui probablement toussait.
Ses habitants sont appelés les Toussonnais.

## Histoire
Ancienne seigneurie de l'archevêque de Sens[réf. nécessaire].
En 1789, Tousson faisait partie de l'élection de Melun et de la généralité de Paris et suivait la coutume[Quoi ?] de Melun[réf. nécessaire].

## Politique et administration

### Liste des maires
| Période                                  | Période   | Identité        | Étiquette | Qualité     |
| ---------------------------------------- | --------- | --------------- | --------- | ----------- |
| Les données manquantes sont à compléter. |           |                 |           |             |
| n.c.                                     | n.c.      | Paul Morisseau  |           | Agriculteur |
| Les données manquantes sont à compléter. |           |                 |           |             |
| mars 1977                                |           | Maurice Herblot |           | Agriculteur |
| Les données manquantes sont à compléter. |           |                 |           |             |
| mars 1995                                | mars 2001 | Annie Mereau    |           |             |
| mars 2001                                | En cours  | Aimé Plouvier   |           | Mécanicien  |

## Équipements et services

### Eau et assainissement
L’organisation de la distribution de l’eau potable, de la collecte et du traitement des eaux usées et pluviales relève des communes. La loi NOTRe de 2015 a accru le rôle des EPCI à fiscalité propre en leur transférant cette compétence. Ce transfert devait en principe être effectif au 1er janvier 2020, mais la loi Ferrand-Fesneau du 3 août 2018 a introduit la possibilité d’un report de ce transfert au 1er janvier 2026,.

#### Assainissement des eaux usées
En 2020, la gestion du service d'assainissement collectif de la commune de Tousson est assurée par la communauté d'agglomération du Pays de Fontainebleau (CAPF) pour la collecte, le transport et la dépollution. Ce service est géré en délégation par une entreprise privée, dont le contrat arrive à échéance le 31 décembre 2029,,.
L’assainissement non collectif (ANC) désigne les installations individuelles de traitement des eaux domestiques qui ne sont pas desservies par un réseau public de collecte des eaux usées et qui doivent en conséquence traiter elles-mêmes leurs eaux usées avant de les rejeter dans le milieu naturel. Le Parc naturel régional du Gâtinais français assure pour le compte de la commune le service public d'assainissement non collectif (SPANC), qui a pour mission de vérifier la bonne exécution des travaux de réalisation et de réhabilitation, ainsi que le bon fonctionnement et l’entretien des installations,.

#### Eau potable
En 2020, l'alimentation en eau potable est assurée par la communauté d'agglomération du Pays de Fontainebleau (CAPF) qui en a délégué la gestion à l'entreprise Veolia, dont le contrat expire le 31 décembre 2029,.
Les nappes de Beauce et du Champigny sont classées en zone de répartition des eaux (ZRE), signifiant un déséquilibre entre les besoins en eau et la ressource disponible. Le changement climatique est susceptible d’aggraver ce déséquilibre. Ainsi afin de renforcer la garantie d’une distribution d’une eau de qualité en permanence sur le territoire du département, le troisième Plan départemental de l’eau signé, le 3 octobre 2017, contient un plan d’actions afin d’assurer avec priorisation la sécurisation de l’alimentation en eau potable des Seine-et-Marnais. A cette fin a été préparé et publié en décembre 2020 un schéma départemental d’alimentation en eau potable de secours dans lequel huit secteurs prioritaires sont définis. La commune fait partie du secteur Beauce.

## Population et société

### Démographie

#### Évolution démographique
L'évolution du nombre d'habitants est connue à travers les recensements de la population effectués dans la commune depuis 1793. Pour les communes de moins de 10 000 habitants, une enquête de recensement portant sur toute la population est réalisée tous les cinq ans, les populations de référence des années intermédiaires étant quant à elles estimées par interpolation ou extrapolation. Pour la commune, le premier recensement exhaustif entrant dans le cadre du nouveau dispositif a été réalisé en 2005.

En 2022, la commune comptait 338 habitants, en évolution de −13,33 % par rapport à 2016 (Seine-et-Marne : +3,92 %, France hors Mayotte : +2,11 %).
| 1793 | 1800 | 1806 | 1821 | 1831 | 1836 | 1841 | 1846 | 1851 |
| ---- | ---- | ---- | ---- | ---- | ---- | ---- | ---- | ---- |
| 445  | 494  | 484  | 449  | 540  | 500  | 520  | 500  | 493  |

| 1856 | 1861 | 1866 | 1872 | 1876 | 1881 | 1886 | 1891 | 1896 |
| ---- | ---- | ---- | ---- | ---- | ---- | ---- | ---- | ---- |
| 501  | 521  | 493  | 492  | 479  | 486  | 483  | 506  | 505  |

| 1901 | 1906 | 1911 | 1921 | 1926 | 1931 | 1936 | 1946 | 1954 |
| ---- | ---- | ---- | ---- | ---- | ---- | ---- | ---- | ---- |
| 514  | 504  | 515  | 451  | 477  | 489  | 478  | 462  | 409  |

| 1962 | 1968 | 1975 | 1982 | 1990 | 1999 | 2005 | 2006 | 2010 |
| ---- | ---- | ---- | ---- | ---- | ---- | ---- | ---- | ---- |
| 370  | 353  | 302  | 292  | 334  | 378  | 395  | 389  | 367  |

| 2015 | 2020 | 2022 | - | - | - | - | - | - |
| ---- | ---- | ---- | - | - | - | - | - | - |
| 388  | 349  | 338  | - | - | - | - | - | - |

#### Pyramide des âges
En 2018, le taux de personnes d'un âge inférieur à 30 ans s'élève à 29,8 %, soit en dessous de la moyenne départementale (39,6 %). À l'inverse, le taux de personnes d'âge supérieur à 60 ans est de 29,2 % la même année, alors qu'il est de 19,9 % au niveau départemental.
En 2018, la commune comptait 188 hommes pour 189 femmes, soit un taux de 50,13 % de femmes, légèrement inférieur au taux départemental (51,31 %).
Les pyramides des âges de la commune et du département s'établissent comme suit.
| Hommes | Classe d’âge | Femmes |
| ------ | ------------ | ------ |
| 2,3    | 90 ou +      | 0,6    |
| 6,3    | 75-89 ans    | 8,6    |
| 17,8   | 60-74 ans    | 22,9   |
| 23,0   | 45-59 ans    | 23,4   |
| 19,5   | 30-44 ans    | 16,0   |
| 14,4   | 15-29 ans    | 12,6   |
| 16,7   | 0-14 ans     | 16,0   |

| Hommes | Classe d’âge | Femmes |
| ------ | ------------ | ------ |
| 0,4    | 90 ou +      | 1,2    |
| 4,9    | 75-89 ans    | 6,5    |
| 13,6   | 60-74 ans    | 14,3   |
| 20,2   | 45-59 ans    | 19,8   |
| 20,1   | 30-44 ans    | 20,6   |
| 19,2   | 15-29 ans    | 17,9   |
| 21,7   | 0-14 ans     | 19,7   |

### Manifestations culturelles et festivités
Le foyer rural de Tousson, créé en octobre 1982, anime les activités culturelles, musicales et festives du village. Il fait partie de la Fédération nationale des foyers ruraux.
Le foyer rural du village organise tous les ans, aux vacances de la Toussaint, le Festival de la betterave musclée. C'est un festival rassemblant les artistes débutants et du sud de l'Île-de-France. Plusieurs spectacles ont lieu dans différents lieux : église, salle communale et même chez l'habitant, quelquefois encore à l'extérieur comme à la salle communale de Noisy-sur-École.

### Sports
La commune dispose d'un complexe multisports[Lesquels ?].

## Économie

### Revenus de la population et fiscalité
En 2018, le nombre de ménages fiscaux de la commune était de 149, représentant 360 personnes et la  médiane du revenu disponible par unité de consommation  de 26 470 euros.

### Emploi
En 2017 , le nombre total d’emplois dans la zone était de 59, occupant 186 actifs  résidants.
Le taux d'activité de la population (actifs ayant un emploi) âgée de 15 à 64 ans s'élevait à 70,1 % contre un taux de chômage de 9,6 %. 
Les 20,3 % d’inactifs se répartissent de la façon suivante : 10,4 % d’étudiants et stagiaires non rémunérés, 8 % de retraités ou préretraités et 1,9 % pour les autres inactifs.

### Secteurs d'activité

#### Entreprises et commerces
En 2018, le nombre d'établissements actifs était de 27 dont 1 dans l’industrie manufacturière, industries extractives et autres, 5 dans la construction, 11 dans le commerce de gros et de détail, transports, hébergement et restauration, 1 dans les activités financières et d'assurance, 1 dans les activités immobilières, 4 dans les activités spécialisées, scientifiques et techniques et activités de services administratifs et de soutien, 1 dans l’administration publique, enseignement, santé humaine et action sociale et 3  étaient relatifs aux autres activités de services.
En 2019, 5 entreprises individuelles ont été créées sur le territoire de la commune.
Au 1er janvier 2021, la commune ne disposait pas d’hôtel et de terrain de camping.

#### Agriculture
Tousson est dans la petite région agricole dénommée le « Gâtinais », à l'extrême sud-ouest du département, s'étendant sur un large territoire entre la Seine et la Loire sur les départements du Loiret, de Seine-et-Marne, de l'Essonne et de l'Yonne. En 2010, l'orientation technico-économique de l'agriculture sur la commune est la culture de céréales et d'oléoprotéagineux (COP).
Si la productivité agricole de la Seine-et-Marne se situe dans le peloton de tête des départements français, le département enregistre un double phénomène de disparition des terres cultivables (près de 2 000 ha par an dans les années 1980, moins dans les années 2000) et de réduction d'environ 30 % du nombre d'agriculteurs dans les années 2010. Cette tendance se retrouve au niveau de la commune où le nombre d’exploitations est passé de 21 en 1988 à 16 en 2010. Parallèlement, la taille de ces exploitations augmente, passant de 63 ha en 1988 à 130 ha en 2010.
Le tableau ci-dessous présente les principales caractéristiques des exploitations agricoles de Tousson, observées sur une période de 22 ans : 
|                                      | 1988  | 2000  | 2010  |
| ------------------------------------ | ----- | ----- | ----- |
| Dimension économique,                |       |       |       |
| Nombre d’exploitations (u)           | 21    | 19    | 16    |
| Travail (UTA)                        | 32    | 18    | 17    |
| Surface agricole utilisée (ha)       | 1 331 | 1 741 | 2 085 |
| Cultures                             |       |       |       |
| Terres labourables (ha)              | 1 331 | 1 739 | 2 062 |
| Céréales (ha)                        | 1 035 | 1 181 | 1 279 |
| dont blé tendre (ha)                 | 485   | 684   | 715   |
| dont maïs-grain et maïs-semence (ha) | 128   | s     | 42    |
| Tournesol (ha)                       | 39    |       | s     |
| Colza et navette (ha)                | 0     | 42    | 143   |
| Élevage                              |       |       |       |
| Cheptel (UGBTA)                      | 15    | 3     | 0     |

## Culture locale et patrimoine

### Patrimoine environnemental
- La mare de la Roncelette.
- L'étang des Vignerons.

### Lieux et monuments
- Menhirs dits de la Croix Saint-Jacques et de la Pierre aux Prêtres : respectivement classés au titre des monuments historiques en 1924[65] et 1913[66].
- L'église Notre-Dame-de-la-Nativité.
- L'entrée de la Cour des Bois (porche).
- L'abreuvoir (rue des Préaux).
- L'école-mairie - « Par un Laboureur Je suis Construit sans Interes et d'un bon Zelle Il m'a nommé Pierre Belle en Lanné 1762 ».
- L'ancien château d'eau, inauguré en 1906.
- Le dernier café du village, dont l'histoire remonte au XIIIe siècle. En 1981, après avoir  été fermé durant un an, il est devenu La Tête des Trains, café-musique associatif géré par l'équipe du Foyer rural et ouvert quinze heures par semaine[67].

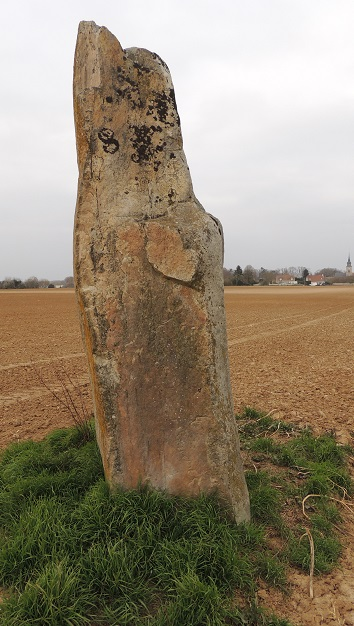
Croix de saint-Jacques.
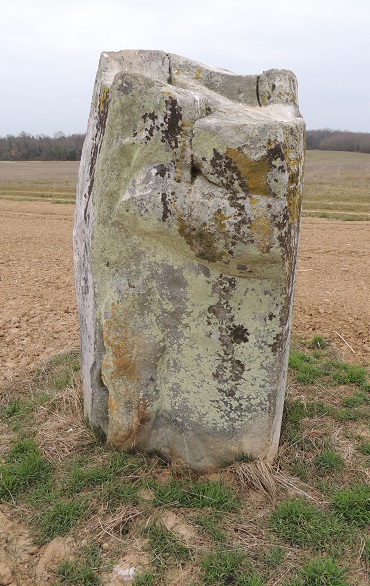
Pierre aux Prêtres.
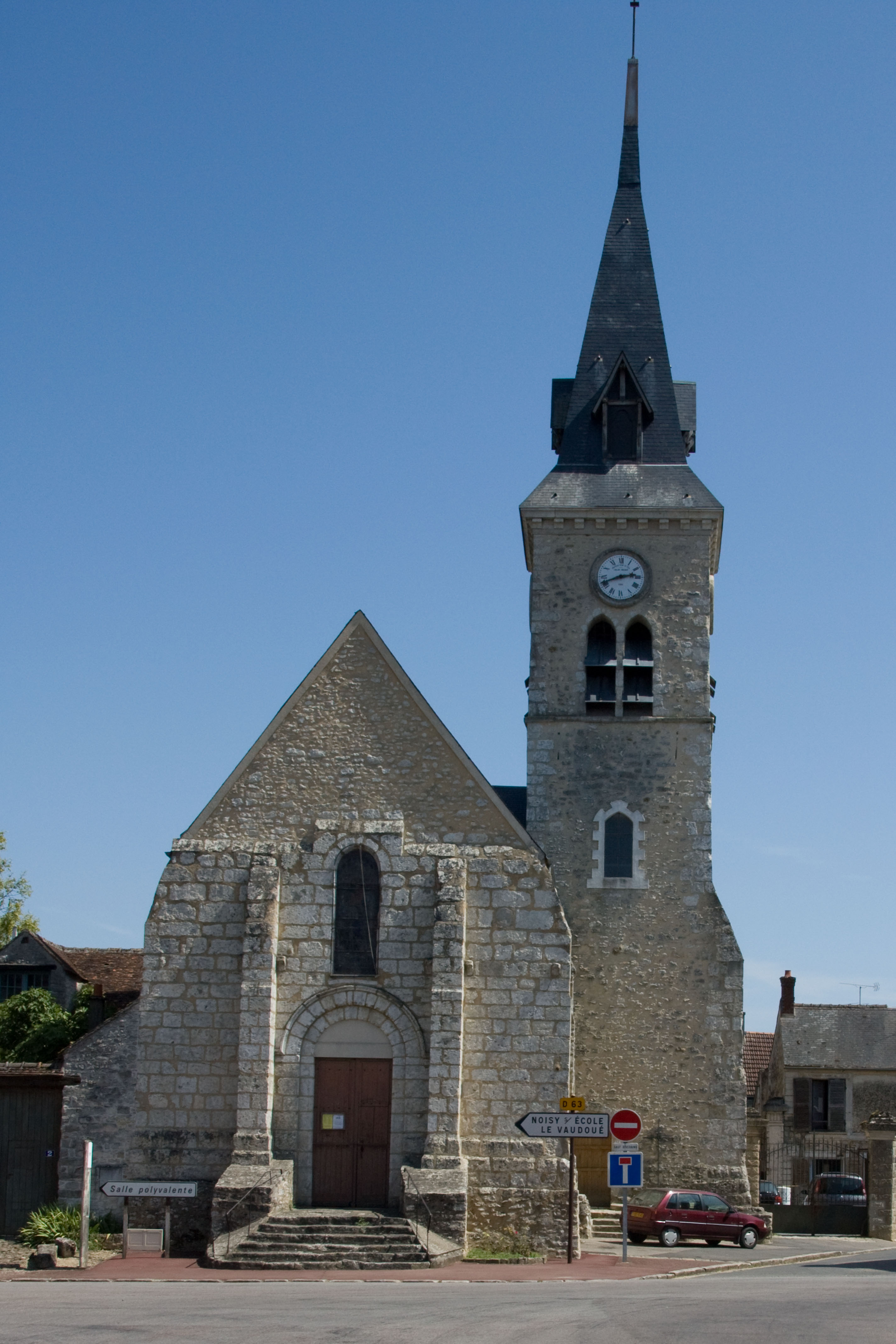
L'église Notre-Dame-de-la-Nativité.
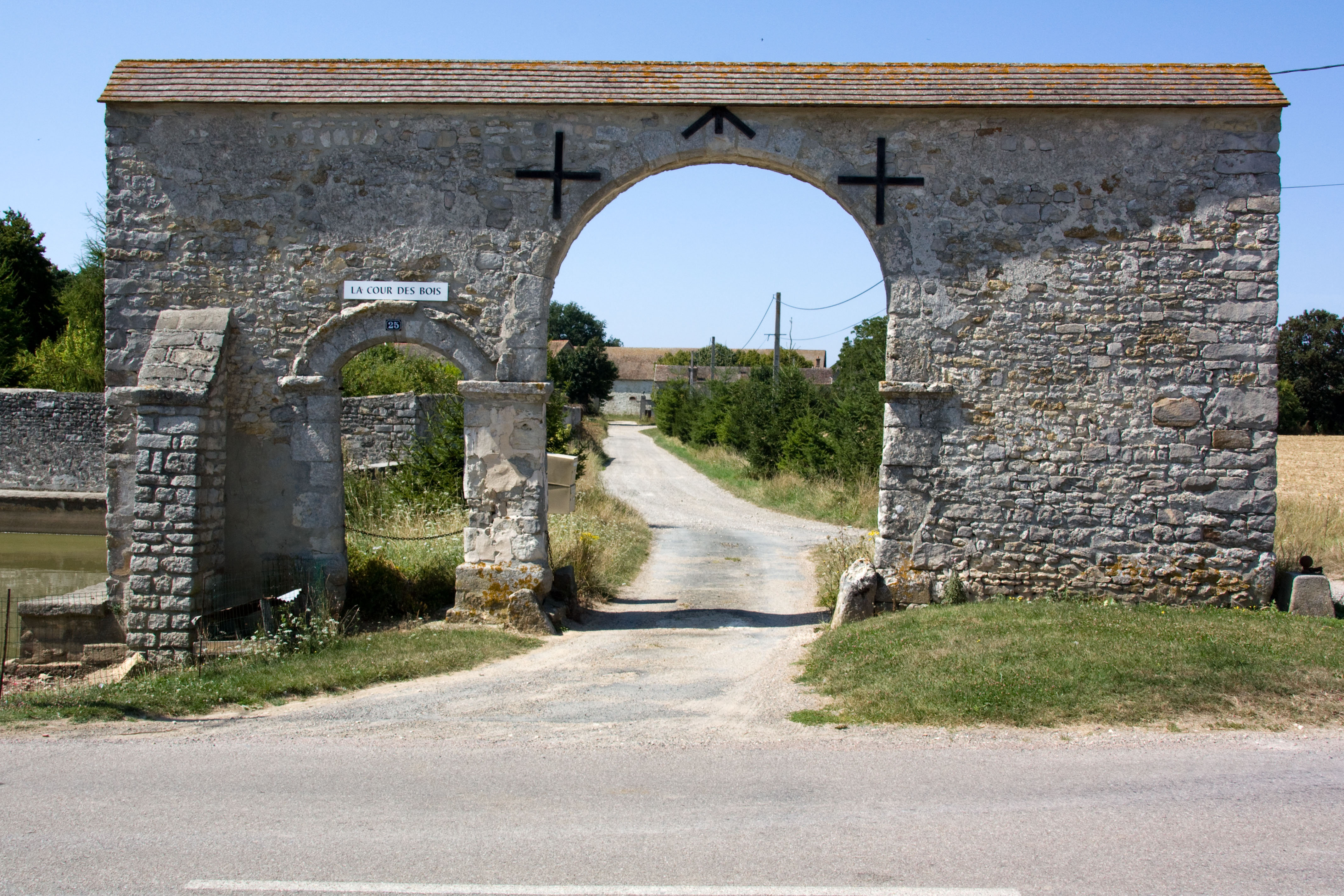
Le porche d'entrée de la Cour des Bois.
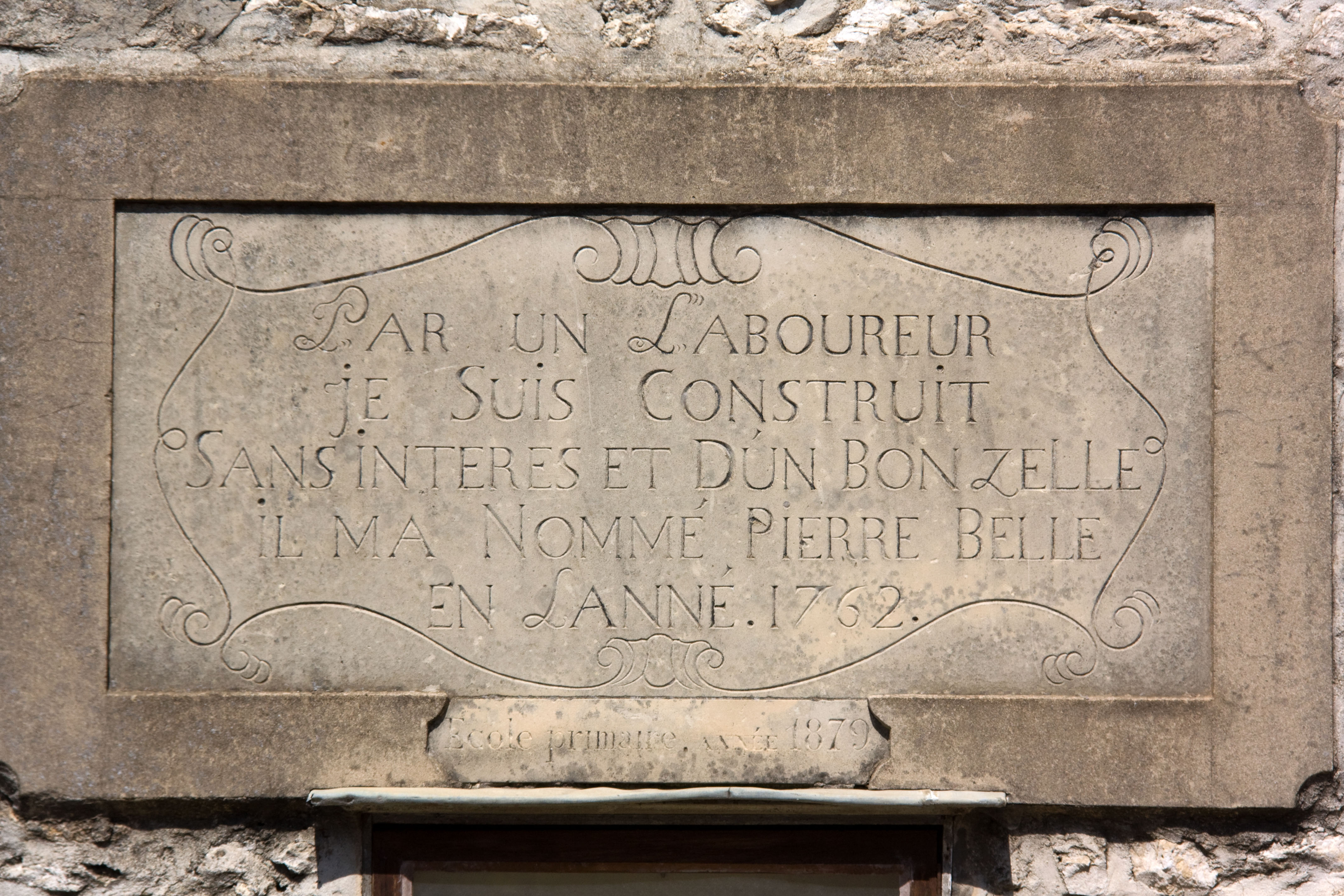
La plaque sur la façade de la mairie.